# Karl von Auersperg
Karl von Auersperg herceg (teljes nevén Karl (Carlos) Wilhelm Philipp Fürst von Auersperg) (Prága, 1814. május 1. – Bécs, 1890. január 4.) osztrák miniszterelnök, liberális politikus, a dualista alapon kialakult birodalmi egység híve, Adolf von Auersperg bátyja, 1867–1868 között az Osztrák–Magyar Monarchián belüli Osztrák Császárság (Ciszlajtánia) miniszterelnöke.

## Életpályája
1827-ben követte apját, Vilmost, annak hercegi és Krajnaország örökös tartományi kamarás és főmarsalli méltóságában. Tanulmányainak befejezése után egy ideig utazgatott és a művészeteknek és tudományoknak élt. 1846-1847-ben a cseh tartománygyűlésen kezdte politikai pályáját, mint a német haladó párt egyik tagja.
1849 és 1861 között nem foglalkozott politikával. Amikor Anton von Schmerling 1861-ben a februári alkotmány kihirdetésével utat tört az alkotmányos életnek, Auersperg herceget szemelte ki a birodalmi gyűlésben az urak házának elnökévé. Ebben az állásában Auersperg az alkotmányhű párt ügyes és lovagias vezérének bizonyult. Ezekben az években érdemelte ki - a szónak nemesebb értelmében - „a birodalom legelső gavallérja” címet. Belcredi alkotmányellenes minisztersége idején előharcosa maradt a német alkotmányhű pártnak (1865-67), majd Belcredi bukása után mint az urak házának elnöke Beust gróf politikáját támogatta. 1868 elején ő lett a polgárminisztérium elnöke, mely minőségében Herbsttel, Giskrával, Hasnerrel, Bergerrel és másokkal Ausztriát alkotmányos állammá alakította.
1868 elejétől kezdve heves küzdelmet kellett vívnia Beusttal, aki a kormány háta mögött a csehekkel alkudozásokat folytatott, hogy őket a birodalmi tanácsba való belépésre bírja. Az ellentét annyira fokozódott, hogy Auersperg 1868 szeptemberében lemondott. A „polgárminisztérium” két év alatt szintén áldozatul esett a nemzetiségi kérdésnek és a keblében dúló viszályoknak. 1870 óta Potocki kormánya kínlódott a cseh kiegyezés kérdésével. A kormány elérte, hogy az alkotmányhű csehországi  nagybirtokosok képviselőiket a cseh táborba küldtek, minek következtében a tartománygyűlésen és a birodalmi tanácsban is felbomlott az alkotmánypárt többsége. Auersperg nyíltan leleplezte ezt és ismételten figyelmeztette a kormányt a föderalizmus veszélyére. Végül Potocki maga is beleunt meddő fáradozásaiba. Ekkor a császár az addigi iránnyal szakított és Auersperg öccsét, Adolf von Auersperget bízta meg az új alkotmányhű kormány megalakításával. Auersperg ekkor ismét az urak házának elnöke lett, úgyszintén a cseh tartomány marsallja és mindkét törvényhozó testületben az alkotmánynak szó és szellem szerint való megtartására irányította a figyelmét. Amikor öccse 1879-ben visszalépett és a gróf Taaffe által kezdeményezett politikának céljai: a nemzetiségeknek a birodalmi egység rovására való kielégítése, a föderalisztikus irány, a klerikalizmus dédelgetése és ez irányoknak a következményei mindjobban kitűntek, a német szabadelvű párt pedig mindjobban háttérbe szorult: Auersperg méltóságairól lemondott és a csehnémet főúri ellenzék vezére lett. Több ízben a birodalmi gyűlésen is kikelt a Taaffe-kormány céljai ellen, sőt szemébe mondta a miniszterelnöknek, hogy a csehországi nagybirtokosokat ámítással szedte rá a választások előestéjén a csehekkel kötendő kompromisszumra. Az udvarral 1883-ban teljes mértékben szakított; elégedetlenségének, Rudolf trónörökös Prágában való időzése alkalmával, ismételten és nyíltan kifejezést adott és a kormány ellen tüntetett, amiért is I. Ferenc József császár Bécsbe hívatta. Auersperg azonban elveit nem áldozta fel haláláig. A német ellenzék és kivált a csehországi németek népszerű, művelt, elszánt főúri vezért vesztettek benne.

## Családja
- Adolf von Auersperg bátyja.
- Felesége 1851-től Tolnai Festetich Ernesztin grófnő volt.